# Robert von Zimmermann (Generalmajor)
Robert von Zimmermann (* 17. März 1817 in Oels; † 10. Januar 1878 in Wiesbaden) war ein preußischer Generalmajor.

## Leben

### Herkunft
Er war der Sohn des späteren preußischen Generalmajors Friedrich von Zimmermann (1777–1839) und dessen Ehefrau Charlotte, geborene Giese (1785–1859). Der spätere Generalmajor Paul von Zimmermann (1814–1875) war sein älterer Bruder.

### Militärkarriere
Zimmermann besuchte das Gymnasium in Görlitz und die Ritterakademie in Liegnitz. Am 19. September 1833 trat er als Musketier in das 36. Infanterie-Regiment (4. Reserve-Regiment) der Preußischen Armee in Saarlouis ein. Hier avancierte er bis Mitte Januar 1836 zum Sekondeleutnant und war 1838/39 zur Formation des kombinierten Reservebataillons in Magdeburg kommandiert. Ab 1. April 1840 wurde Zimmermann für vier Jahre als Adjutant des Landwehrbataillons in Essen kommandiert. Im Mai 1847 stieg er zum Regimentsadjutanten auf und wurde in dieser Stellung am 24. Juni 1848 zum Premierleutnant befördert. Vorbehaltlich einer Rückkehr in preußische Dienste wurde Zimmermann am 1. November 1848 als Kompaniechef mit Hauptmannsrang der Schleswig-Holsteinischen Armee überwiesen. Er nahm 1848/49 während des Feldzuges gegen Dänemark an den Kämpfen bei Fredericia, Kolding, Atzbüll, Gravenstein und Gudsoe teil. Am 13. März 1849 schied Zimmermann offiziell aus der Preußischen Armee aus. Durch Armeebefehl wurde er am 24. Mai 1849 belobigt und mit dem Roten Adlerorden IV. Klasse mit Schwertern ausgezeichnet. Nach dem beendeten Feldzug war er bis zum 16. April 1850 beim holsteinischen Kriegsministerium tätig und trat kurz darauf in preußische Dienste zurück.
Zimmermann wurde als Premierleutnant dem 36. Infanterie-Regiment aggregiert und am 13. Juli 1850 nach Breslau in das 6. Jäger-Bataillon versetzt. Hier stieg er am 22. Juni 1852 zum Hauptmann auf und kam kurz darauf am 13. Juli 1852 als Kompaniechef in das Garde-Jäger-Bataillon. Am 14. April 1857 folgte seine Versetzung in das Kaiser Alexander Grenadier-Regiment nach Berlin. Mit seiner Beförderung zum Major wurde Zimmermann am 31. Mai 1859 zweiter Kommandeur des I. Bataillons im 4. Garde-Landwehr-Regiment in Hamm. Er war dann für ein Jahr als Bataillonsführer zum 2. kombinierten Grenadier-Regiment kommandiert, aus dem sich das 4. Garde-Grenadier-Regiment formierte. Hier fungierte Zimmermann bis zum 12. April 1861 als Kommandeur des I. Bataillons. Anschließend wurde er zum Kommandeur des Pommerschen Jäger-Bataillons Nr. 2 in Greifswald ernannt und in dieser Stellung am 25. Juni 1864 zum Oberstleutnant befördert.
Anlässlich des Krieges gegen Österreich wurde Zimmermann am 14. Juni 1866 für die Dauer des mobilen Verhältnisses zum Kommandeur des Hohenzollerschen Infanterie-Regiments Nr. 40 ernannt. Er führte seinen Verband in den Kämpfen bei Hühnerwasser und Münchengrätz. In der Schlacht bei Königgrätz wurde er verwundet und nach dem Friedensschluss als Regimentskommandeur bestätigt. Am 20. September 1866 wurde Zimmermann Oberst und für seine Leistungen während des Krieges mit dem Kronenorden III. Klasse mit Schwertern ausgezeichnet.
Da bereits während des Krieges bei ihm die Tuberkulose ausgebrochen war, musste Zimmermann seinen Abschied nehmen und wurde am 9. Januar 1868 mit Pension zur Disposition gestellt. Für die Dauer des mobilen Verhältnisses anlässlich des Krieges gegen Frankreich wurde er am 27. Juli 1870 zum Kommandanten von Memel ernannt. Am 20. September 1870 übernahm Zimmermann die Ostpreußische Landwehr-Brigade und erhielt am 22. Februar 1871 den Charakter als Generalmajor. Nach dem Vorfrieden von Versailles kehrte er am 25. März 1871 in das inaktive Verhältnis zurück und wurde in Würdigung seiner Leistungen am 22. Juli 1871 mit dem Stern zum Militär-Karl-Friedrich-Verdienstorden ausgezeichnet.

### Familie
Zimmermann hatte sich am 26. Januar 1852 im Schloss zu Pavelwitz mit Marie von Wulffen (1830–1901) verheiratet. Sie war die Tochter des Oberst Ludwig von Wulffen.